# Zasada komplementarności (genetyka)

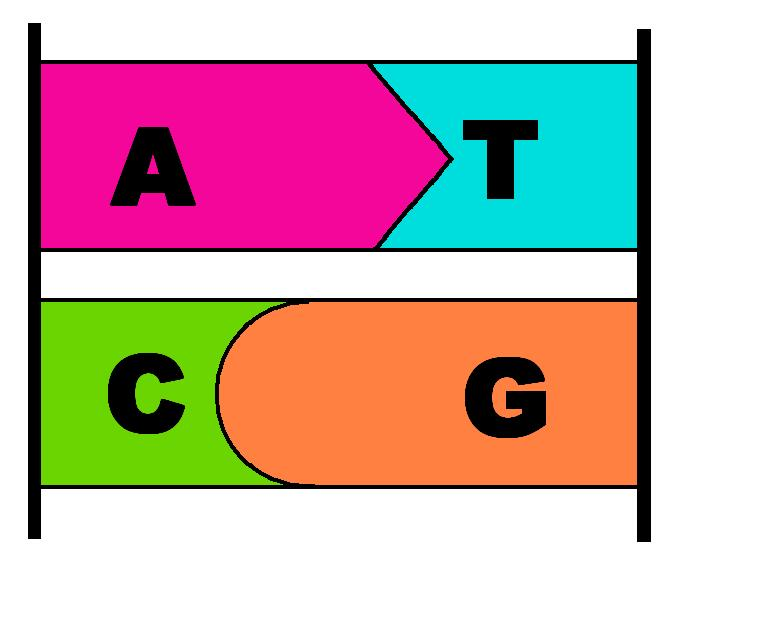
Symboliczne parowanie w DNA

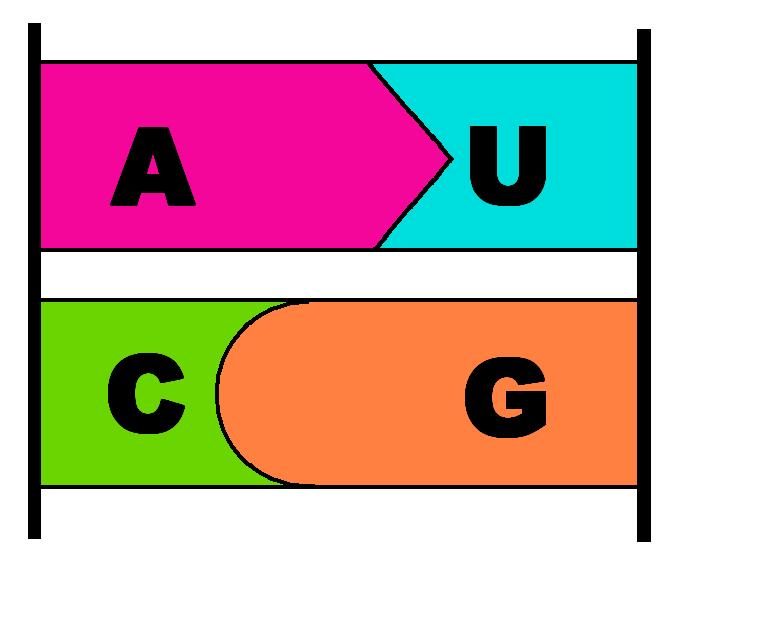
Symboliczne parowanie w RNA

Zasada komplementarności, reguła komplementarności (łac. complementum znaczy dopełnienie, uzupełnienie) – pojęcie stereochemiczne stosowane najczęściej w odniesieniu do struktur DNA powstających dzięki komplementarności par zasad występujących w sąsiednich niciach DNA lub DNA i RNA. 
Zgodnie z tą zasadą cytozyna (C) łączy się tylko z guaniną (G), adenina (A) w kwasie RNA łączy się z uracylem (U), a w kwasie DNA z tyminą (T). Na podstawie tej zasady możliwe jest odtworzenie brakującej nici DNA, na przykład podczas replikacji. 

Wiązania wodorowe (linie przerywane) komplementarnych par zasad AT i GC

Zasada komplementarności dla transkrypcji RNA na matrycy DNA przedstawia się w następujący sposób: 
- adenina (A) ←→ uracyl (U)
- cytozyna (C) ←→ guanina (G)
- tymina (T) ←→ adenina (A)
- guanina (G) ←→ cytozyna (C).

Na przykład na matrycy DNA ATG CTA AGC ATA powstanie sekwencja RNA UAC GAU UCG UAU. Zwykle sekwencje genów podaje się w postaci od 5' do 3', przedstawiając nić sensową DNA (a nie matrycę) lub nić RNA – w podanym przykładzie sekwencję UAC GAU UCG UAU (RNA) lub TAC GAT TCG TAT (DNA). W DNA komplementarna do nici ATG GCT AGC będzie TAC CGA TCG, a w RNA komplementarna do nici AUG CCG będzie UAC GGC.